# Nicholas of Ely
Nicholas of Ely († 12. Februar 1280) war ein englischer Geistlicher und Politiker. Kurz vor dem Zweiten Krieg der Barone diente er als königlicher Kanzler und Treasurer. Ab 1266 war er Bischof von Worcester, ab 1268 bis zu seinem Tod Bischof von Winchester.

## Herkunft
Die Herkunft von Nicholas of Ely ist unbekannt. Erstmals wird er am 6. August 1249 unter Bischof Hugh of Northwold  als Magister Nicholas als Archidiakon von Ely erwähnt. Dieses Amt behielt er bis 1266, so dass er nach Ely benannt wurde. Am 31. Oktober 1252 erlaubte ihm der Papst, zwei weitere geistliche Ämter anzunehmen, und im Juli 1257 wird er dazu als Päpstlicher Kaplan tituliert.

## Rolle während der Rebellion der Barone gegen König Heinrich III.
Im Konflikt zwischen König Heinrich III. und einer Adelsopposition, die 1258 entstand, stand Nicholas of Ely im Mittelpunkt des politischen Geschehens. Am 18. Oktober 1260 ernannte ihn der König mit Einverständnis des Staatsrats zum königlichen Kanzler und übergab ihm persönlich das Staatssiegel. Als Kanzler erreichte er, dass für dieses Amt erstmals eine jährliche Vergütung in Höhe von 400 Mark gezahlt wurde, aus denen der Kanzler jedoch auch seine Beamten versorgen musste. Doch bereits etwa sechs Monate nach Elys Ernennung beschwerte sich der König, dass der hauptsächlich aus Unterstützern der Adelsopposition bestehende Staatsrat entgegen seinen Wünschen ungeeignete Kandidaten in die Ämter des Justiciars, des Treasurers und des Kanzlers eingesetzt hätte. Der Staatsrat entgegnete auf diesen Vorwurf, dass ein fünfköpfiges, zur Verschwiegenheit verpflichtetes Komitee die Minister ausgesucht hätte. Nachdem der König schließlich von Papst Alexander IV. auf seinen Eid auf die Einhaltung der Provisions of Oxford entbunden worden war, entließ er am 12. Juli 1261 Ely als Kanzler und ernannte in dessen Gegenwart Walter of Merton zu seinem Nachfolger. Nur zwei Tage später bescheinigte der König aber Nicholas, dass er als Kanzler gute Arbeit geleistet hätte, und im September 1262 schenkte er Ely drei Rehböcke, die in königlichen Wäldern erlegt worden waren. Im Frühjahr 1263 gewann die von Simon de Montfort, 6. Earl of Leicester geführte Adelsopposition wieder größeren Einfluss, und vor dem 6. Mai wurde Ely als Nachfolger des im März verstorbenen John de Caux zum königlichen Treasurer ernannt. Dieses Amt behielt er nur bis zum 19. Juli, als er wieder zum Kanzler ernannt wurde. In Gegenwart Montforts, der die Leitung des Staatsrats übernommen hatte, erhielt er wieder das Staatssiegel. Am 18. September verließ der König Westminster und reiste nach Frankreich. Das königliche Siegel blieb in Elys Verwahrung, doch durfte er es, abgesehen von wenigen bestimmten Ausnahmen, in Abwesenheit des Königs nicht verwenden. Damit war Ely als Kanzler nahezu handlungsunfähig, bis der König am 8. Oktober nach England zurückkehrte. Zwischen dem 17. und dem 28. Oktober wurden in Windsor eine Reihe von Urkunden der Regierung nur mit dem kleinen Staatssiegel und nicht mit dem großen Siegel besiegelt. Vermutlich wollte Ely das große Siegel nicht verwenden, solange unklar blieb, ob der König oder der Staatsrat den andauernden Machtkampf gewann. Nach dem 2. November 1263 wurde wieder das große Siegel verwendet, doch bereits vor Monatsende wurde Ely als Kanzler erneut entlassen.

## Aufstieg zum Bischof von Worcester
Obwohl Ely ein klarer Unterstützter der Adelsopposition war, hatte er nicht völlig das Wohlwollen des Königs verloren. Im August 1265 hatten die Anhänger des Königs die Anhänger der Rebellen in der Schlacht von Evesham entscheidend geschlagen und damit den Zweiten Krieg der Barone entschieden. Am 9. Mai 1266 wurde Ely zum Bischof der Diözese Worcester gewählt. Bereits am 8. Juni stimmte der König der Wahl zu und am 18. Juni wurden Ely die Temporalien der Diözese Worcester übergeben, womit er seine bisherigen geistlichen Ämter aufgab. Am 19. September wurde Ely von Erzbischof Bonifatius von Canterbury zum Bischof geweiht und am 26. September in der Kathedrale von Worcester inthronisiert. Zuvor war er am 31. August 1266 vom König beauftragt worden, mit fünf weiteren Baronen und Geistlichen einen Friedensplan zu entwerfen, um den Zweiten Krieg der Barone endgültig zu beenden. Dieser sechsköpfige Ausschuss bestimmte selbst sechs weitere Mitglieder. Der von diesem Ausschuss ausgearbeitete Friedensplan, das Dictum of Kenilworth, wurde am 31. Oktober bekanntgegeben.

## Bischof von Winchester

### Ernennung zum Bischof
Nach dem Tod von Bischof John Gervase am Papsthof bestimmte Papst Clemens IV. am 2. März 1268 Ely zum neuen Bischof der Diözese Winchester. Am 2. Mai wurden ihm die Temporalien der Diözese übergeben und am 27. Mai wurde er in der Kathedrale von Winchester inthronisiert. Obwohl er bereits bei seiner Inthronisation als Bischof von Worcester den Erzbischöfen von Canterbury Gehorsam gelobt hatte, wiederholte er in Winchester dieses Gelöbnis, was ungewöhnlich war.

### Im Dienst der englischen Könige
Obwohl der Krieg der Barone 1267 mit dem Sieg des Königs geendet hatte, verstärkte Ely als Bischof bis 1272 die Besatzungen der bischöflichen Burgen Taunton und Farnham, da es immer noch zu Überfällen durch Rebellengruppen kam. 1270 bezeugte Ely, als der Thronfolger Eduard vor seinem Aufbruch zum Kreuzzug seine Kinder seinem Onkel Richard von Cornwall anvertraute. Nach Walter Giffard, Erzbischof von York und Lawrence of St Martin, Bischof von Rochester war Ely der dritte der Unterzeichner, die nach dem Tod von Heinrich III. einen Brief an Eduard nach Palästina schickten. Zusammen mit Godfrey Giffard, Bischof von Worcester und Walter of Bronescombe, Bischof von Exeter reiste er 1274 dem heimkehrenden Eduard nach Paris entgegen. 1278 war er in Winchester, als der schottische König Alexander III. dem englischen König für seine Besitzungen in England huldigte.

### Wirken als Bischof von Winchester
Im Gegensatz zu anderen englischen Bischöfen seiner Zeit führte Ely noch kein Urkundenregister, doch sind aus seiner Amtszeit zahlreiche Pipe Rolls der Diözese erhalten. Diese belegen, dass Ely seine Aufgaben als Bischof gewissenhaft wahrnahm. Wie viele seiner Vorgänger hatte jedoch auch Ely Konflikte mit den Mönchen des Kathedralpriorats von Winchester über deren Rechte und Einkünfte. Im Verlauf dieses Konfliktes setzte Ely den Prior ab, worauf es bis 1274 zu gewalttätigen Auseinandersetzungen in Winchester kam. Daraufhin verhängte Ely über die Stadt das Interdikt. Trotz zahlreicher Schlichtungsversuche, die von den Äbten von Glastonbury und Reading, vom Provinzialprior des Dominikanerordens, von königlichen Richtern wie Antony Bek und schließlich von König Eduard I. selbst unternommen wurden, konnte der Streit erst unter Elys Nachfolger John de Pontoise beigelegt werden.
Im Mai 1273 übergab Ely zusammen mit Bischof Walter of Bronescombe dem umstrittenen neuen Erzbischof Robert Kilwardby von Canterbury das Pallium. Er empfing Kilwardby, als dieser eine Visitation seiner Diözese durchführte, sowie König Eduard I. und Königin Eleonore von Kastilien. Er überwachte die Erhebung von kirchlichen Steuern in seiner Diözese und führte selbst Visitationen durch. 1269 erhielt er die Erlaubnis, den zum Fest des heiligen Ägidius in Winchester stattfindenden Jahrmarkt um acht Tage zu verlängern. Anscheinend förderte er die Zisterzienserabtei Waverley in Surrey, die während des Kriegs der Barone mit der Adelsopposition sympathisiert hatte. In Waverley weihte er am 2. Juni 1269 John de Breton in Gegenwart von sieben weiteren Bischöfen zum Bischof von Hereford. 1274 verbrachte er den Gründonnerstag in Waverley, wobei er zusammen mit den Mönchen auf eigene Kosten im Refektorium ass. Am 21. September 1278 weihte er die Klosterkirche. Nach seinem Tod wurde er am 16. Februar 1280 in Waverley begraben. Sein Herz wurde in der Kathedrale von Winchester beigesetzt. Elys Testamentsvollstrecker Hugh Tripacy übergab Waverley das Gut von Curridge in Berkshire. Aus den Einkünften dieses Guts wurden ab 1310 Messen zugunsten des Seelenheils von Ely in Waverley finanziert.